# 土方村
土方村（ひじかたむら、英語: Hijikata Village）は、日本にかつて存在した村である。静岡県小笠郡に属した。

## 概要

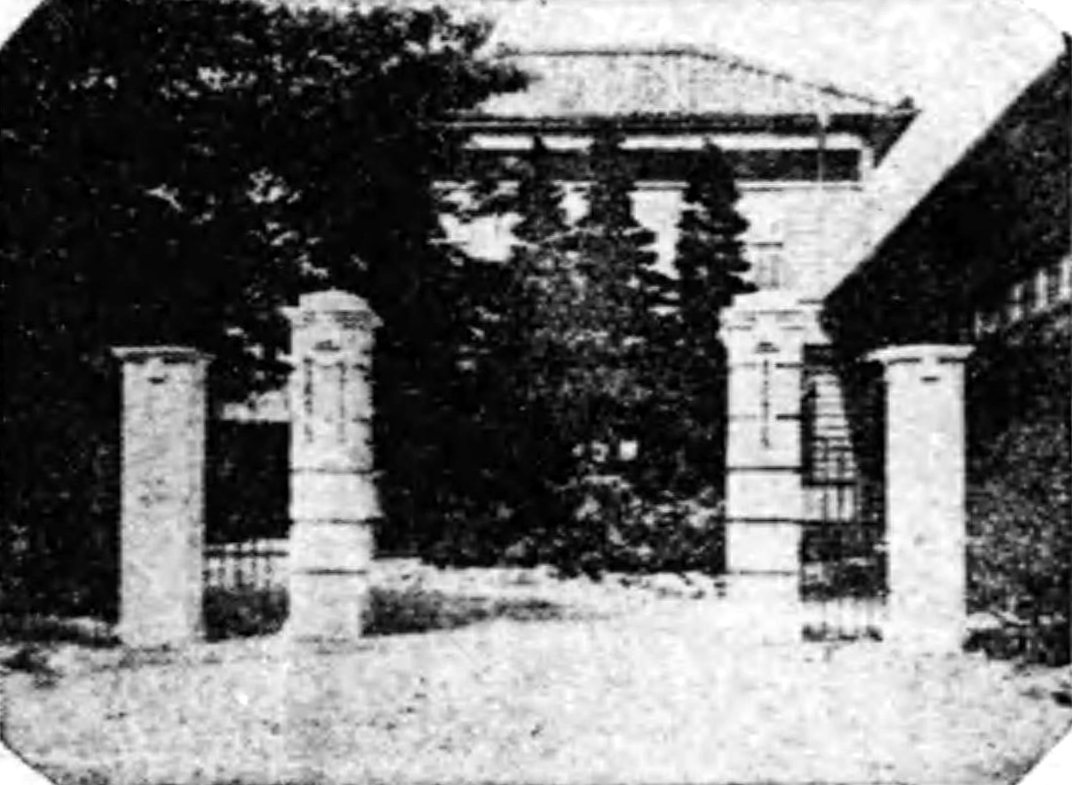
土方尋常高等小学校

明治政府が推進した明治の大合併にともない、1889年（明治22年）、静岡県城東郡にて入山瀬村、今滝村、上土方村、下土方村、川久保村の5村が合併し、土方村が新設された。その後、城東郡が佐野郡と合併して小笠郡が新設されたため、土方村も小笠郡に属することになった。城東郡中村の一部を編入したり、境界変更により村の一部を中村に割譲すると同時に中村の一部を編入するなど、村の領域は何度か変化した。戦後の昭和の大合併にともない、1955年（昭和30年）に土方村は小笠郡佐束村と合併し、城東村が新設された。

## 地理

### 地勢
静岡県の西に位置していた。北には小笠山、西には高天神山が位置し、下小笠川が南北に縦断していた。全域が現在の静岡県掛川市に含まれる。
- 山：小笠山、高天神山
- 河川：下小笠川
- 湖沼：仏沢池[2]

### 隣接していた自治体
- 静岡県
  - 掛川市
  - 小笠郡
    - 佐束村
    - 中村
    - 大坂村
    - 横須賀町

  - 磐田郡
    - 袋井町

### 地名

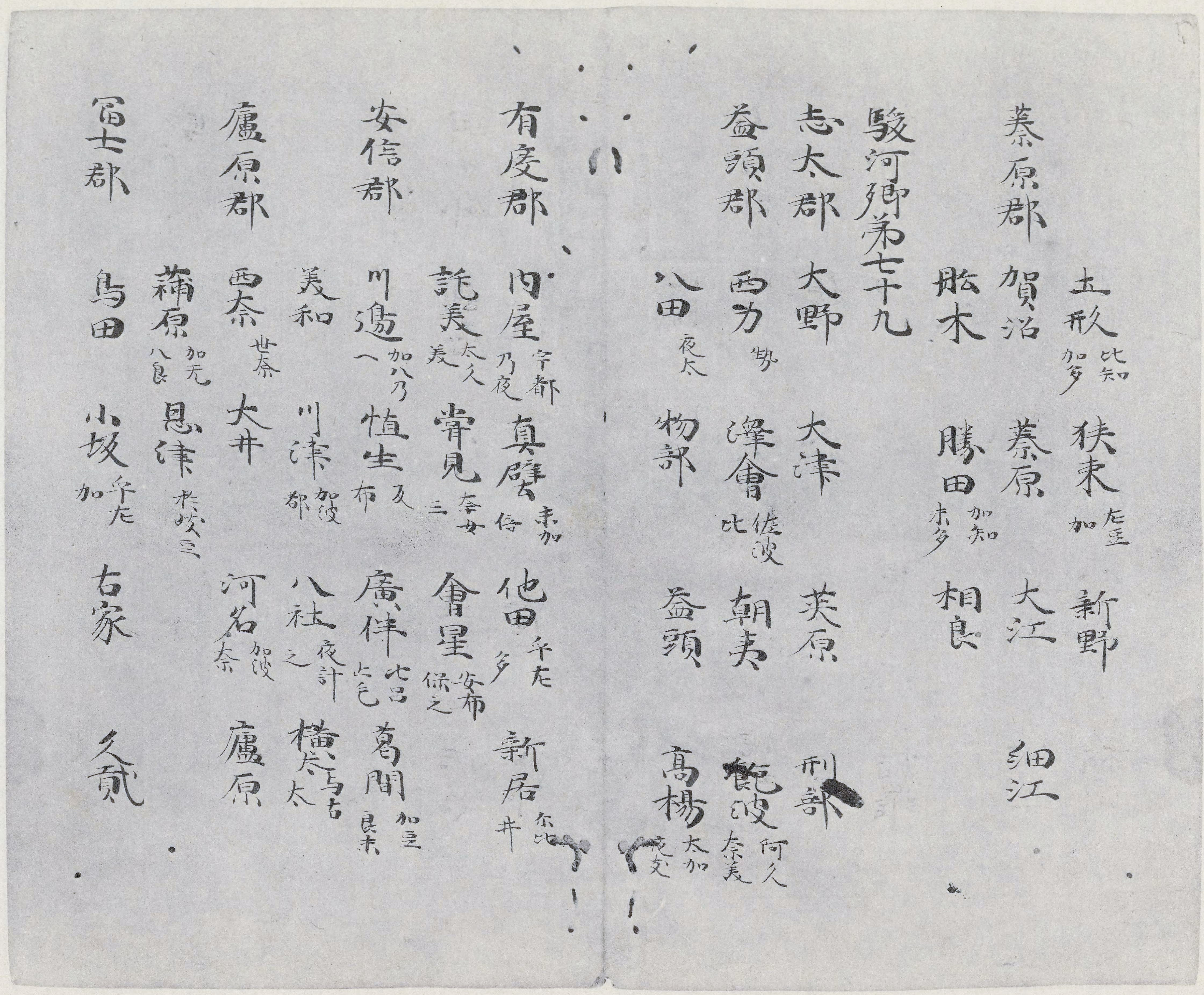
平安時代の『倭名類聚抄』の影印。遠江国城飼郡の郷の一つとして「圡形」と記載されており、和訓は「比知加多」となっている

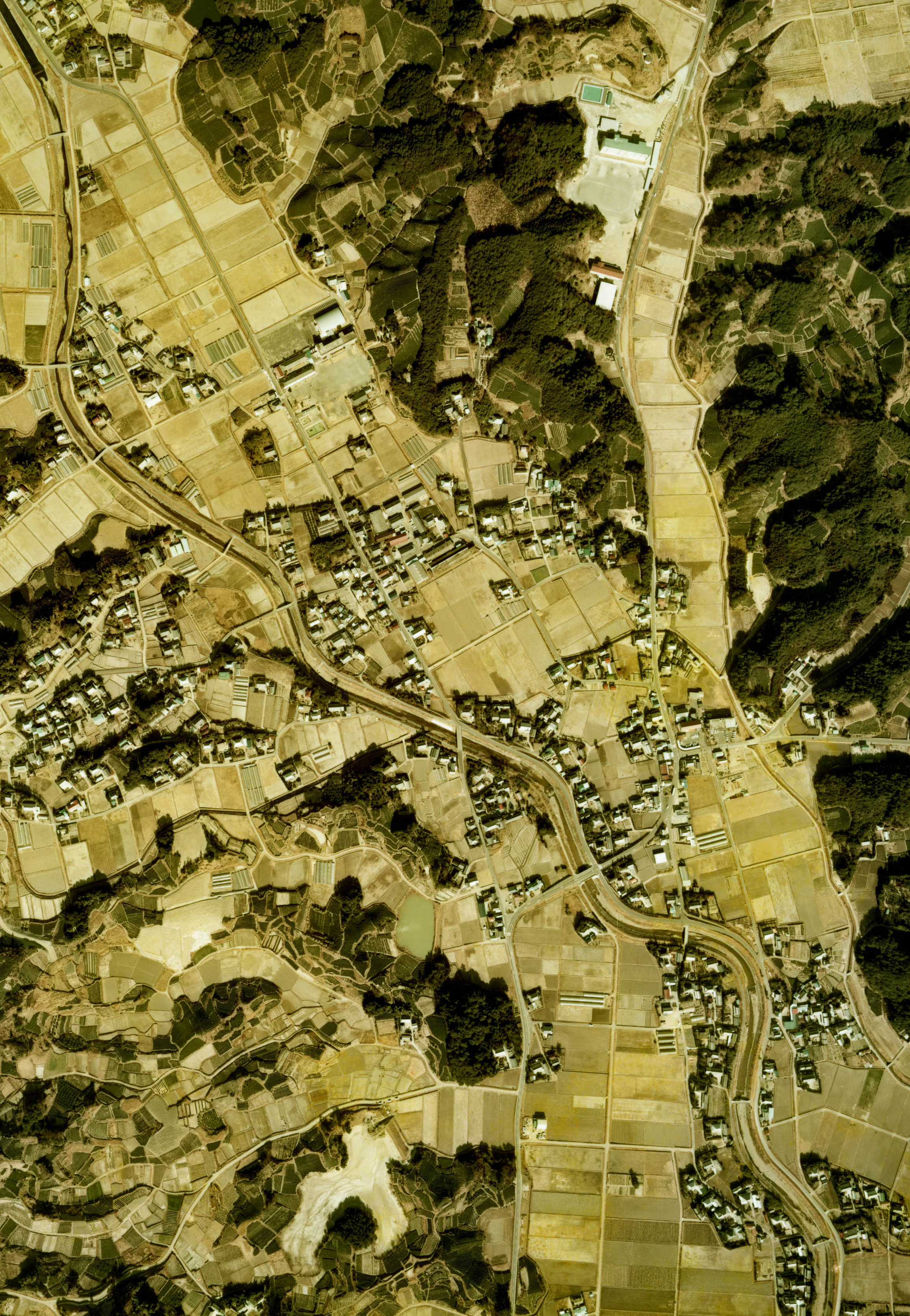
大東町上土方区、土方区、下土方区の航空写真（1975年）。

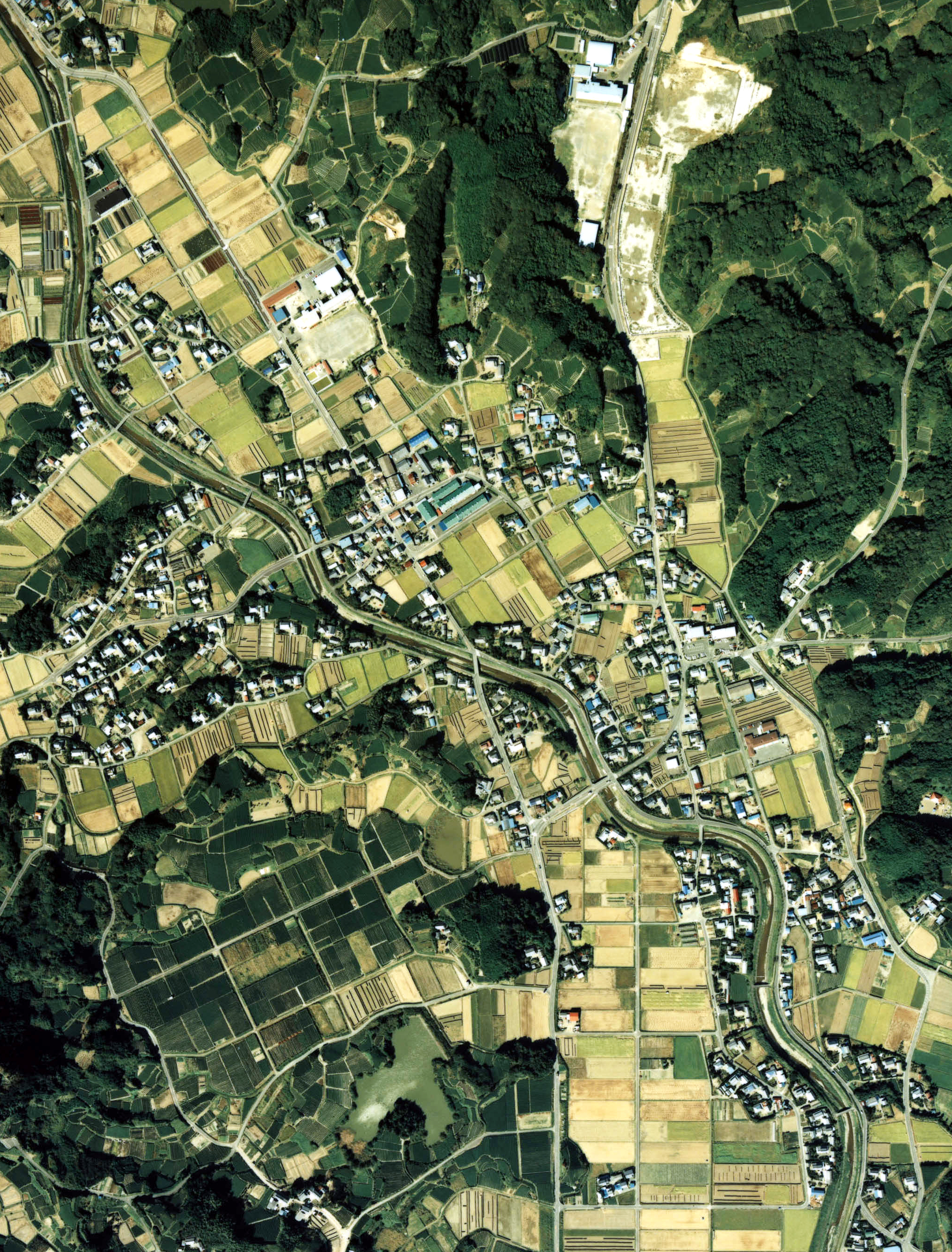
大東町上土方区、土方区、下土方区の航空写真（1988年）。

#### 村の名称

##### 現在の使用状況
2005年（平成17年）の掛川市新設にともない、旧土方村の領域は全て掛川市に含まれている。現在でも「土方」といえば旧土方村一帯を指す語として使用されている。掛川市立土方小学校、掛川市立土方幼稚園などの公共施設の名称としても、そのまま残っている。ただし、掛川市立土方小学校の学区は、旧土方村全てを網羅しておらず、旧土方村の一部は隣接する掛川市立中小学校の学区に含まれている。

##### 土方氏
土方村は、「土方」という姓の発祥の地としても知られている。
16世紀末、山内一豊が近隣の掛川城の城主になると、地元の土方氏からも一豊の配下となる者が現れた。1601年（慶長6年）に一豊が遠江国佐野郡掛川宿から土佐国に移封されることが決定すると、彼らも一豊に付き従って移住した。土佐国に移った土方氏は土佐土方氏と呼ばれ、土佐藩の武家として続いた。明治維新では土佐藩上士の土方久元が志士として活躍し、維新後に土方家は伯爵家となった。土佐土方氏の発祥の地ということもあり、土方村の村内には久元の揮毫した石碑が幾つか遺されている。

#### 村内の地名

##### 大字の変遷
1889年（明治22年）の土方村設置により、従来の入山瀬村、今滝村、上土方村、下土方村、川久保村の5村は、それぞれ大字となった。その後、一部の大字が細分化され、入山瀬、今滝、上土方落合、上土方、大坪台、上土方旦付新田、上土方工業団地、上土方嶺向、下土方、川久保となり、今日に至る。
大坪台や上土方工業団地といった大字が生まれたのは、比較的新しい。土方村は小笠郡佐束村と合併し城東村が新設されたが、当時はこれらの大字は存在しなかった。その後、小笠郡大浜町と合併し大東町が新設されると、大坪台や上土方工業団地といった新たな大字が生まれた。これは、住宅街の宅地開発や工業団地の整備などにともない、既存の大字から分離独立する形で設置された。のちに大東町が掛川市（旧制）、小笠郡大須賀町と合併し掛川市（新制）が新設されたが、従来の大字はそのまま維持された。

##### 行政区の変遷
旧土方村を含む城東村が小笠郡大浜町と合併し大東町が新設されると、行政区制度が導入され、旧土方村には上土方区、土方区、下土方区の3行政区が設置され、それぞれの大字がそこに属した。その後、大東町が掛川市（旧制）、小笠郡大須賀町と合併し掛川市（新制）が新設されると、3行政区は統合され新たに土方区が設置された。

## 歴史

### 沿革

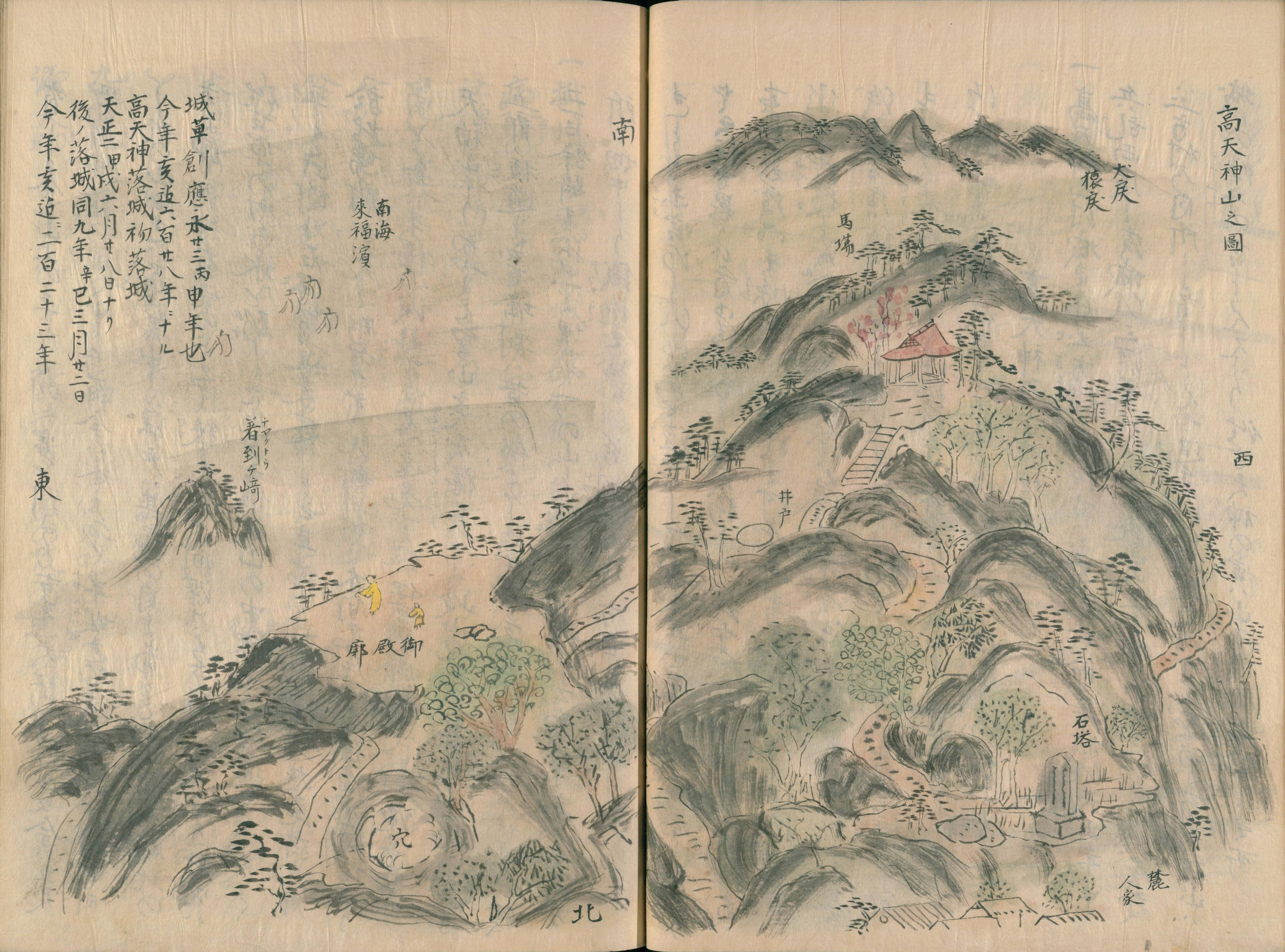
高天神山を描いた江戸時代の彩色画（「高天神山之圖」藤長庚編集『遠江古蹟圖會』1803年。国立国会図書館蔵）

村内の高天神山には高天神城が築城され、戦国時代に入ると今川義元、徳川家康、武田信玄らがこの地を巡り争うようになった。そのため、1574年（天正2年）の第一次高天神城の戦いや1581年（天正9年）の第二次高天神城の戦いといった大規模な攻城戦が勃発するなど、多くの合戦の舞台となった。それにともない、城主も度々移り変わることとなった。当初は福島氏が治めていたが、のちに今川氏に服する小笠原氏が城主となった。しかし、小笠原氏興、小笠原信興らの代になると、小笠原氏は徳川家康に帰順することになった。第一次高天神城の戦いで信興が武田勝頼に敗れると、勝頼は家臣の岡部元信が城将とした。第二次高天神城の戦いで元信が敗れた後、高天神城は廃城となった。

### 年表
- 1889年 - 入山瀬村、今滝村、上土方村、下土方村、川久保村［大部分］、中村［一部］が合併して土方村を新設。
- 1896年 - 佐野郡、城東郡が合併して小笠郡を新設。
- 1955年 - 佐束村、土方村が合併して城東村を新設。

### 変遷
| 川久保村 | 川久保村 | 川久保村 | 川久保村 | 川久保村 | 川久保村 |  |  | 下土方村 | 下土方村 | 下土方村 | 下土方村 | 下土方村 | 下土方村 |      |      | 上土方村 | 上土方村 | 上土方村 | 上土方村 | 上土方村 | 上土方村 |        |        | 今滝村 | 今滝村 | 今滝村 | 今滝村 | 今滝村 | 今滝村 |  |  | 入山瀬村 | 入山瀬村 | 入山瀬村 | 入山瀬村 | 入山瀬村 | 入山瀬村 |  |  |  |  |  |  |  |  |  |  |  |  |  |  |  |  |  |  |  |  |  |  |  |  |  |  |  |  |  |  |  |  |
| 川久保村 | 川久保村 | 川久保村 | 川久保村 | 川久保村 | 川久保村 |  |  | 下土方村 | 下土方村 | 下土方村 | 下土方村 | 下土方村 | 下土方村 |      |      | 上土方村 | 上土方村 | 上土方村 | 上土方村 | 上土方村 | 上土方村 |        |        | 今滝村 | 今滝村 | 今滝村 | 今滝村 | 今滝村 | 今滝村 |  |  | 入山瀬村 | 入山瀬村 | 入山瀬村 | 入山瀬村 | 入山瀬村 | 入山瀬村 |  |  |  |  |  |  |  |  |  |  |  |  |  |  |  |  |  |  |  |  |  |  |  |  |  |  |  |  |  |  |  |  |
|          |          |          |          |          |          |  |  |          |          |          |          |          |          |      |      |          |          |          |          |          |          |        |        |        |        |        |        |        |        |  |  |          |          |          |          |          |          |  |  |  |  |  |  |  |  |  |  |  |  |  |  |  |  |  |  |  |  |  |  |  |  |  |  |  |  |  |  |  |  |
|          |          |          |          |          |          |  |  |          |          |          |          |          |          |      |      | 土方村   | 土方村   | 土方村   | 土方村   | 土方村   | 土方村   |        |        | 佐束村 | 佐束村 | 佐束村 | 佐束村 | 佐束村 | 佐束村 |  |  |          |          |          |          |          |          |  |  |  |  |  |  |  |  |  |  |  |  |  |  |  |  |  |  |  |  |  |  |  |  |  |  |  |  |  |  |  |  |
|          |          |          |          |          |          |  |  |          |          |          |          |          |          |      |      | 土方村   | 土方村   | 土方村   | 土方村   | 土方村   | 土方村   |        |        | 佐束村 | 佐束村 | 佐束村 | 佐束村 | 佐束村 | 佐束村 |  |  |          |          |          |          |          |          |  |  |  |  |  |  |  |  |  |  |  |  |  |  |  |  |  |  |  |  |  |  |  |  |  |  |  |  |  |  |  |  |
|          |          |          |          |          |          |  |  |          |          |          |          |          |          |      |      |          |          |          |          |          |          |        |        |        |        |        |        |        |        |  |  |          |          |          |          |          |          |  |  |  |  |  |  |  |  |  |  |  |  |  |  |  |  |  |  |  |  |  |  |  |  |  |  |  |  |  |  |  |  |
|          |          |          |          |          |          |  |  |          |          |          |          | 中村     | 中村     | 中村 | 中村 | 中村     | 中村     |          |          | 城東村   | 城東村   | 城東村 | 城東村 | 城東村 | 城東村 |        |        |        |        |  |  |          |          |          |          |          |          |  |  |  |  |  |  |  |  |  |  |  |  |  |  |  |  |  |  |  |  |  |  |  |  |  |  |  |  |  |  |  |  |
|          |          |          |          |          |          |  |  |          |          |          |          | 中村     | 中村     | 中村 | 中村 | 中村     | 中村     |          |          | 城東村   | 城東村   | 城東村 | 城東村 | 城東村 | 城東村 |        |        |        |        |  |  |          |          |          |          |          |          |  |  |  |  |  |  |  |  |  |  |  |  |  |  |  |  |  |  |  |  |  |  |  |  |  |  |  |  |  |  |  |  |
|          |          |          |          |          |          |  |  |          |          |          |          |          |          |      |      |          |          |          |          |          |          |        |        |        |        |        |        |        |        |  |  |          |          |          |          |          |          |  |  |  |  |  |  |  |  |  |  |  |  |  |  |  |  |  |  |  |  |  |  |  |  |  |  |  |  |  |  |  |  |
|          |          |          |          |          |          |  |  |          |          |          |          |          |          |      |      |          |          |          |          | 城東村   |          |        |        |        |        |        |        |        |        |  |  |          |          |          |          |          |          |  |  |  |  |  |  |  |  |  |  |  |  |  |  |  |  |  |  |  |  |  |  |  |  |  |  |  |  |  |  |  |  |

- 城東村と中村の合併は編入合併のため、従来の城東村が存続した。

## 経済

### 産業
土方村の主要産業は農業や林業を中心とした第一次産業と、工業を中心とした第二次産業であった。主要産品は茶、米、麦、薩摩芋などが知られていた。また、養蚕業もさかんであり、蚕の繭から生糸が製造されていた。また、薩摩芋から甘藷糖を生み出すなど砂糖の製造も行われていた。

## 教育
- 土方村立土方小学校
- 土方村佐束村中学校組合立城東中学校

## 神社仏閣

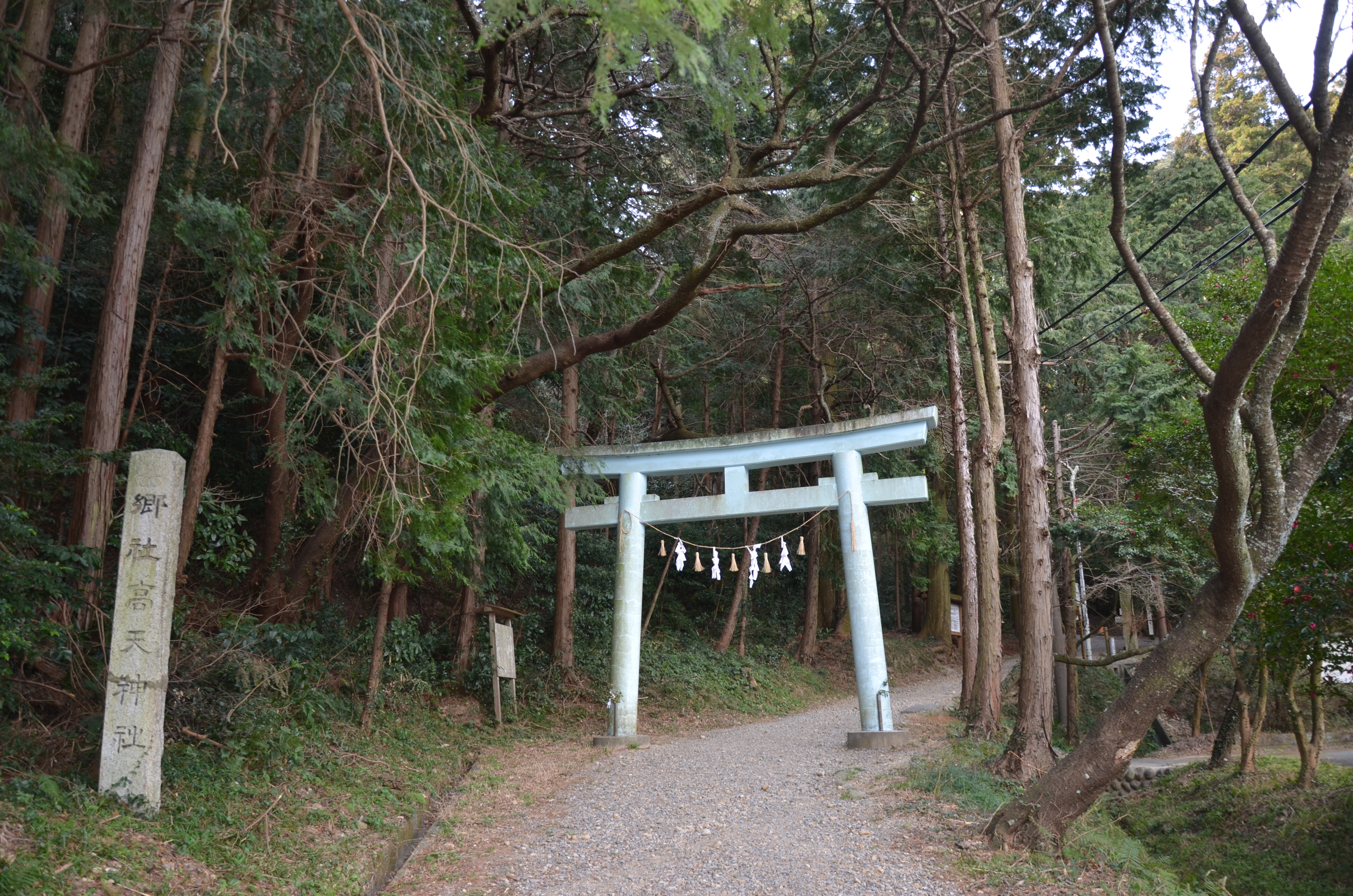
旧土方村に鎮座する高天神社（2018年2月下旬撮影）

村内には多数の神社が鎮座しており、人々の信仰を集めている。郷社としては、高天神社が鎮座していた。村社としては、小笠神社、素我神社、比奈多乃神社、津島神社、小谷神社、の5社が鎮座していた。無格社としては、山王神社などが知られている。なお、小笠神社は1919年（大正8年）に郷社に昇格し、1945年（昭和20年）には県社に昇格した。
- 小笠神社[5]
- 小谷神社[5]
- 比奈多乃神社[5]
- 津島神社[5]
- 高天神社[4]
- 山王神社[6]
- 素我神社[5]
- 今瀧寺

## 村内の大字
1949年（昭和24年）に発行された『全國市町村便攬』6版によれば、村内の大字は以下の通りである。
- 今滝[8]
- 入山瀬[8]
- 上土方[8]
- 上土方落合[8]
- 上土方旦付新田[8]
- 上土方嶺向[8]
- 川久保[8]
- 下土方[8]

## 名所・旧跡・観光スポット・祭事・催事
- 小笠山砦跡
- 高天神城跡
- 小笠神社矢矧祭
- 高天神社例大祭

## 出身の人物
- 靑野卯吉（銀行家・政治家） - 土方村村長
- 加藤定吉（実業家・政治家） - 衆議院議員
- 高塚龜次郞（教育者・政治家） - 土方村村長
- 角替九郞平（農家・政治家・銀行家） - 土方村村長
- 增田又右衞門（教育者） - 北浜高等女学校校長
- 松本亀次郎（言語学者・教育者） - 東亜高等予備学校教頭
- 吉岡彌生（医師・医学者） - 東京女子医科大学学頭
- 鷲山恭平（社会運動家・実業家・政治家） - 大日本報徳社副社長
- 鷲山恭彦（文学者・社会運動家） - 東京学芸大学学長